# 데드 캠프 (영화 시리즈)
데드 캠프(Wrong Turn)는 미국의 공포 영화 시리즈다.

## 개요
| 영화            | 연도 |
| 데드 캠프 1     | 2003 |
| 데드 캠프 2     | 2007 |
| 데드 캠프 3     | 2009 |
| 데드 캠프 4     | 2011 |
| 데드 캠프 5     | 2012 |
| 데드 캠프 6     | 2014 |
| 데드캠프:리부트 | 2021 |